# DiFMOE – Digitales Forum Mittel- und Osteuropa
DiFMOE – Digitales Forum Mittel- und Osteuropa betreibt eine digitale Bibliothek zur Retrodigitalisierung des historischen Kulturguts von Deutschen und deutsch- und jiddischsprachigen Juden im östlichen Europa. Der Schwerpunkt liegt auf Zeitungen, Zeitschriften und Jahresperiodika (Jahrbücher, Schulberichte, Volkskalender) mit derzeit fast 270 Titeln. Dazu kommen Bücher, Bildmaterialien und Archivdokumente. Mit über zwei Millionen digitalisierten Seiten handelt es sich um eine der größten digitalen Bibliotheken zur Kultur und Geschichte deutschsprachiger Minderheiten im östlichen Europa.

## Ausrichtung und Zielsetzung
DiFMOE wurde 2008 als eingetragener Verein in München mit dem Ziel gegründet, für Institutionen mit Arbeitsbereich oder Sammlungstätigkeit zum östlichen Europa eine Plattform für die freie und uneingeschränkte Bereitstellung digitalisierter deutschsprachiger Quellenmaterialien zu schaffen. Die Förderung des Aufbaus der digitalen Bibliothek des DiFMOE sowie der meisten Digitalisierungsprojekte erfolgte durch die Beauftragte der Bundesregierung für Kultur und Medien in der Förderlinie Deutsche Kultur und Geschichte im östlichen Europa. Weitere Projekte wurden vom Bayerischen Staatsministerium für Familie, Arbeit und Soziales unterstützt. Die Partnerinstitutionen stellen entweder als Leihgeber ihre Originalbestände für die Digitalisierung zur Verfügung oder übermitteln ihre Digitalisate zur Online-Stellung an das DiFMOE.

## Kooperationen
Bislang wurden Projekte in Zusammenarbeit mit über 70 Bibliotheken, Archiven, Vereinen, Kultur- und Forschungseinrichtungen, aber auch mit Privatsammlungen in den deutschsprachigen Ländern, dem östlichen Europa, Israel und Nordamerika durchgeführt. Zu den wichtigsten Kooperationspartnern gehören die Martin-Opitz-Bibliothek (Herne), das Leibniz-Institut für Ost- und Südosteuropaforschung (Regensburg), das Institut für deutsche Kultur und Geschichte Südosteuropas an der LMU München, das Institut für Auslandsbeziehungen (Stuttgart), das Collegium Carolinum (München), das Herder-Institut (Marburg), das Nordost-Institut (Lüneburg), das Haus Schlesien (Königswinter) und das Deutsche Kulturforum östliches Europa (Potsdam). Eine langjährige Zusammenarbeit besteht zudem mit der Mährischen Landesbibliothek (Brünn), die zugleich auch technischer Partner ist.

## Überlieferungsproblematik: ethnische Deutsche und deutschsprachige Juden im östlichen Europa
Das weitgespannte Partnernetzwerk resultiert auch aus der Überlieferungsproblematik des deutschen und jüdischen Kulturerbes im östlichen Europa: Die Verfolgung und Vernichtung ostjüdischen Lebens während der Shoah im Zweiten Weltkrieg führte auch zur Zerstörung zahlreicher Druckwerke deutsch- und jiddischsprachiger Juden. Mit Kriegsende erfuhren die vielen Gemeinschaften ethnischer Deutscher im östlichen Europa Flucht und Vertreibung, die oftmals mit einer Zerstörung ihrer Kulturgüter einhergingen. Insbesondere bei Periodika, die aufgrund ihrer seriellen Überlieferung besondere Einblicke in historische Ereignisabläufe eröffnen, sind die Bestandsverluste daher überaus hoch. Viele Titel sind nur noch fragmentarisch oder verstreut über mehrere Institutionen erhalten. Nur durch internationale Zusammenarbeit und über die Retrodigitalisierung werden erstmals Bestandsergänzung und -zusammenführung dieses Kulturerbes möglich.

## Digitale Bibliothek
Während DiFMOE in den ersten Jahren noch auf die Digitalisierung historischer deutschsprachiger Zeitungen und Zeitschriften ausgerichtet war, hat sich dieses quellenkategorische Profil mittlerweile diversifiziert. Inzwischen werden auch Bücher (Monographien, Reihenwerke, Kleinschriften), Archivalien und Bildmaterial (Fotografien, Ansichtskarten etc.) einbezogen. Analog dazu hat sich das sprachliche Spektrum der Dokumente wesentlich erweitert. Aufnahmekriterium für einen Bestand ist, dass dieser als historische Quelle das Zusammenleben der deutschsprachigen Minderheiten mit ihren jeweiligen Nachbarn in den Lebenswelten und den multiethnischen Kulturlandschaften im östlichen Europa dokumentiert. Die mehrsprachige Nutzeroberfläche mit ausdifferenzierten Filteroptionen ermöglicht die gezielte Recherche nach bestimmten Objekten, Titeln, Schlagworten oder Wörtern, als auch das Browsen durch Sammlungen, Dokumentenkategorien usw. Der Großteil der Druckwerke ist OCR-erfasst und steht somit volltextdurchsuchbar zur Verfügung.

## Digitalisierte Zeitungen und Zeitschriften (Auswahl)
- Das Abendland
- Allgemeine jüdische Rundschau
- Allgemeine illustrierte Judenzeitung
- Anzeiger der Handels- und Gewerbekammern
- Arbeter-Tsaytung (Jiddisch)
- Banater Deutsche Zeitung
- Der Bergarbeiter
- Die Bombe
- Der Bote von und für Ungern
- Breslauer Jüdisches Gemeindeblatt
- Brünner Montagsblatt
- Brünner Tagespost
- B.Z. am Abend
- Czernowitzer Allgemeine Zeitung
- Czernowitzer Deutsche Tagespost
- Czernowitzer Morgenblatt
- Czernowitzer Tagblatt
- Deutsche Nachrichten
- Deutsche Post
- Deutsche Stimme
- Deutsche Stimmen
- Deutscher Landruf
- Deutsches Bauernblatt
- Deutsches Tageblatt
- Deutsches Genossenschaftsblatt
- Die Donau
- Die Drau
- Felsőmagyarország (Ungarisch)
- Fortsetzung der Verhandlungen der mährischen Herren     Stände
- Di frayhayt (Jiddisch)
- Das freie Wort
- Die Gegenwart
- Die Gemeinschaft
- Hamechaker
- Der Heideboden
- Illustriertes Familienblatt
- Intelligenzblatt für Ungarn
- Israelitischer Lehrerbote
- Izraelita Lapok (Ungarisch, Jiddisch)
- Israelitische Gemeinde-Zeitung
- Jeschurun
- Jüdische Gemeinde- und Schulzeitung
- Jüdische Pester Zeitung (Jiddisch)
- Jüdische Volkszeitung
- Jüdische Zeitung
- Jüdische Zeitung für Ostdeutschland
- Jüdischer Pester Lloyd (Jiddisch)
- Jüdisches Volksblatt (Jiddisch)
- Jüdisches Volksblatt
- Jüdische Woche
- Jung Juda
- Die Karpathen
- Die karpatendeutsche Bauernzeitung
- Karpathen-Edelweiss
- Karpathen-Post
- Kaschauer Zeitung
- Kaschau-Eperieser Kundschaftsblatt
- Kassai Szemle (Ungarisch)
- Kaukasische Post
- Kultur (Jiddisch)
- Landwirtschaftliche Beilage zur „Deutschen Post“
- Livländisches Amts-Blatt
- Lodzer Rundschau und Handelsblatt
- Neue Lodzer Zeitung
- Mährisches Landtagsblatt
- Marburger Zeitung
- Mitteilungs-Blatt des Jüdischen Volksrats Posen
- Das neue Jüdische Palästina
- Neue Jüdische Pester Zeitung (Jiddisch)
- Neue Jüdische Rundschau
- Neue Jüdische Zeitung (Jiddisch)
- Neue Post
- Neue Zeit
- Neues Budapester Abendblatt
- Neues Preßburger Tagblatt
- Oedenburger Arbeiterrat
- Oedenburger Proletarier
- Oedenburger Zeitung
- Der österreichische constitutionelle Bote für Stadt und Land
- Ostjüdische Zeitung
- Oyfboy (Jiddisch)
- Pannonia (1837–1848)
- Pannonia (1872–1900)
- Pilsner Tagblatt
- Preßburger Aehrenlese zur Belehrung und Unterhaltung
- Pressburger Jüdische Zeitung
- Preßburger Zeitung
- Preßburgisches Wochenblatt
- Der Proletarier
- Das Riesengebirge in Wort und Bild
- Rigaische Stadtblätter
- Rigasche Hausfrauen-Zeitung
- Rigascher Anzeigen
- Schrattenthals Frauen-Zeitung
- Selbstwehr
- Der Siebenbürger Bote
- Siebenbürgisch-Deutsches Tageblatt
- Slavonische Presse
- Die Stimme
- Sudetendeutsche Volkszeitung
- Sudetendeutscher Landbote
- Sudetendeutscher Landbund
- Südböhmische Volkszeitung
- Südmährerblatt
- Der Tag
- (Brünner) Tagesbote
- Ṭšernowitzer bleṭer (Jiddisch)
- Ungarisch-jüdische Wochenschrift
- Der ungarische Israelit (1848)
- Der ungarische Israelit (1874–1908)
- Ungarländische Jüdische Zeitung
- Unterhaltungsbeilage der Lodzer Zeitung
- Unterhaltungsblatt
- Vereinigte Ofner Pester Zeitung
- Verständigung
- Volksstimme
- Der Volkswart
- Volkswehr
- Volkswille
- Von der Heide
- Die Wahrheit
- Der Wanderer im Riesengebirge
- Weckruf
- Westböhmische Tageszeitung
- Westungarischer Grenzbote
- Westungarische Volksstimme
- Wissen und Kunst
- Wöchentlicher Intelligenz-zetl aus dem Fragamte der Kaiser-Königl. Privilegirten Lehen-Bank zu Brünn in Mähren
- Die Zeit